# Ariella Käslin
Ariella Käslin, o Kaeslin (Lucerna, 11 ottobre 1987), è un'ex ginnasta svizzera.

## Biografia
Ha ottenuto la sua prima affermazione mondiale alla Coppa del mondo di Madrid 2008, dove ha vinto la medaglia d'argento nel volteggio. Lo stesso anno ha rappresentato la Svizzera ai Giochi olimpici estivi di Pechino 2008.
Agli europei individuali di Milano 2009 si è laureata campionessa continentale nel volteggio ed ha ottenuto il bronzo nell'all-around.
Ai mondiali di Londra 2009 si è aggiudicata l'argento nel volteggio, terminando alle spalle della statunitense Kayla Williams.
Ai campionati continentali di Berlino 2011 è salita sul gradino più basso del podio nel volteggio, concludendo il concorso dietro alla rumena Sandra Izbașa ed alla tedesca Oksana Čusovitina.
Nell'aprile 2021 ha fatto coming out dichiarandosi lesbica in un'intervista a Das Magazin del Tages-Anzeiger.

## Palmarès
- Mondiali

Londra 2009: argento nel volteggio;
- Coppa del mondo

Madrid 2008: argento nel volteggio;
- Europei individuali
- Milano 2009: oro nel volteggio, bronzo nell'all-around;
- Berlino 2011: bronzo nel volteggio;

## Riconoscimenti
- Sportiva svizzera dell'anno (2008, 2009, 2010)